# Aleksander Antoni Le Brun

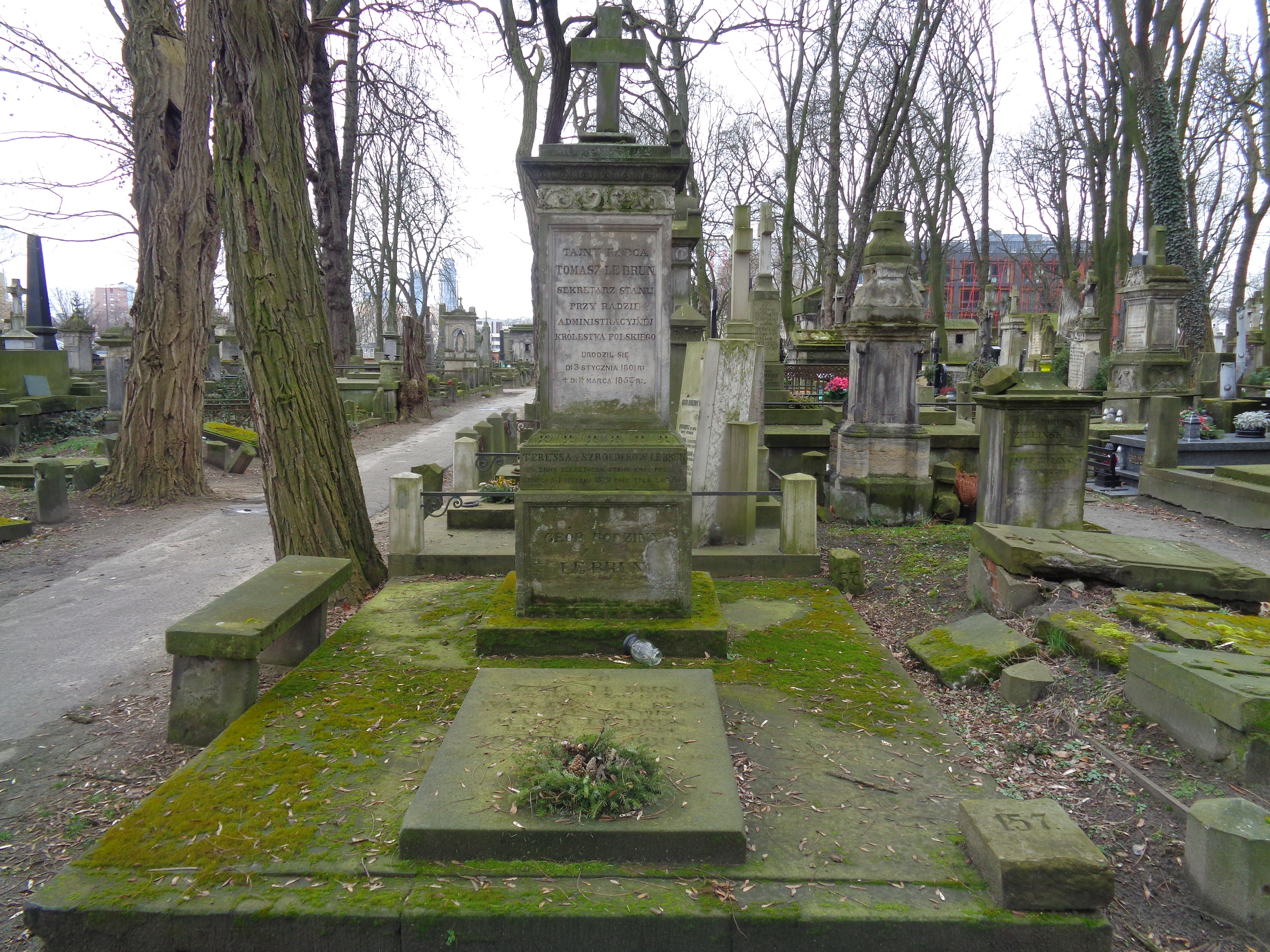
Grób Aleksandra Le Bruna na cmentarzu Powązkowskim

Aleksander Antoni Le Brun (ur. 12 maja 1803 w Warszawie, zm. 3 czerwca 1868 tamże) – polski lekarz, chirurg.

## Życiorys
Urodził się 12 maja 1803 roku w Warszawie jako najmłodszy syn Tomasza Le Brun h. Zgoda (1752-1805) księgarza i Adelajdy z d. Demimuid (1781-1848). Był studentem Uniwersytetu Warszawskiego (1820). Żonaty z Pauliną Celińską.
Od 1840 był naczelnym lekarzem szpitala Dzieciątka Jezus, następnie został profesorem Akademii Medyko-Chirurgicznej oraz Szkoły Głównej w Warszawie. Zasłynął jako jeden z pierwszych chirurgów, którzy zastosowali chloroform i eter jako środek znieczulający podczas operacji. W 1847 założył wspólnie z Natansonem i Helbichem pierwsze czasopismo lekarskie w Królestwie Kongresowym, „Tygodnik Lekarski”, w którym umieścił z biegiem lat około 80 artykułów.
Obronił doktorat na Sorbonie z pracy poświęconej kołtunowi polskiemu.
Jako wszechstronny i uzdolniony manualnie chirurg, z innowacyjnym podejściem do medycyny, przeprowadził pomyślnie sporo operacji przypadków bardzo trudnych.
Wprowadził też sporo innowacji w szpitalu, nietypowych na tamte czasy: np. wydzielił osobną salę operacyjną zamiast przeprowadzania operacji w pokojach szpitalnych, stworzył ambulatorium przyszpitalne, wprowadził codzienne wizyty lekarzy i obowiązek zapisywania obserwacji klinicznych w kartach chorego umieszczonych na łóżkach.
Był też pionierem rynolaryngologii i otolaryngologii, gdy w XIX wieku te specjalności były dopiero w początkowej fazie rozwoju, także zasłużył się w tych dziedzinach jako wybitny chirurg.
Pochowany na Starych Powązkach w Warszawie (kwatera 157-1-1/2/3).
Jego wnukami byli: Stanisław Aleksander Godlewski (1867-1933), działacz społeczny, charytatywny i polityczny, szambelan papieski, członek Trybunału Stanu, senator II i III kadencji z ramienia Związku Ludowo-Narodowego i Stronnictwa Narodowego oraz Michał Godlewski (1872-1956), biskup pomocniczy łucki i żytomierski, historyk kościoła.